# Nyoma flavoapicalis
Nyoma flavoapicalis är en skalbaggsart som först beskrevs av Pierre Lepesme och Stefan von Breuning 1953.  Nyoma flavoapicalis ingår i släktet Nyoma och familjen långhorningar.
Artens utbredningsområde är:
- Ghana.
- Togo.

Inga underarter finns listade i Catalogue of Life.